# Tangata alpina
Tangata alpina är en spindelart som först beskrevs av Forster 1956.  Tangata alpina ingår i släktet Tangata och familjen Orsolobidae. Inga underarter finns listade i Catalogue of Life.